# Josef Anton Saladin
Josef Anton Saladin (* 13. Juni 1908 in Dornach, Kanton Solothurn; † 16. September 1996 in Solothurn) war ein Schweizer römisch-katholischer Priester, Kirchenmusiker und Hochschullehrer.

## Leben
Er besuchte das Kollegium St. Fidelis in Stans, wo ihn Johann Baptist Hilber musikalisch prägte. Nach dem Theologiestudium in Luzern und Rom wurde er 1933 zum Priester geweiht. Nach Kaplansjahren in Grenchen und Solothurn studierte er Kirchenmusik am Päpstlichen Institut für Kirchenmusik in Rom sowie in Zürich, wo er 1945 mit einer Arbeit über die Musikpflege am Luzerner St.-Leodegar-Stift promovierte. Gleichzeitig war er Musiklehrer und Organist in Zug, ab 1946 Chorleiter, Katechet und Organist an der Luzerner Franziskanerkirche. An der dortigen Kirchenmusikschule lehrte er als Professor Musikgeschichte.
Von 1957 bis 1965 war Saladin Pfarrer in Schaffhausen. 1968 ernannte ihn die Schweizer Bischofskonferenz zum Beauftragten für Kirchenmusik. Er war Vorsitzender der Kommission für das katholische Einheitsgesangbuch der deutschsprachigen Schweiz, den Vorläufer des aktuellen KGS.
Von 1972 bis 1984 war er Generalpräses des Allgemeinen Cäcilien-Verbands für Deutschland. Papst Paul VI. ernannte ihn zum Päpstlichen Ehrenprälaten. 1973 erhielt er die Orlando-di-Lasso-Medaille.
Saladin komponierte mehrere Messen und lateinische Kirchengesänge. Von ihm stammt die Melodie des Liedes Eine große Stadt ersteht, das in allen deutschsprachigen katholischen Gesangbüchern enthalten ist.
Sein Grab ist auf dem St.-Nicklas-Friedhof in Solothurn.